# Lasset die Kinder zu mir kommen
Lasset die Kinder zu mir kommen ist ein Ölgemälde eines niederländischen Meisters aus dem 17. Jahrhundert, auf dem die Kindersegnung Jesu dargestellt ist. Es wurde 2014 als Werk eines nicht identifizierten Meisters aus dem Goldenen Zeitalter der Niederlande von dem Kölner Kunstauktionshaus Lempertz versteigert. 2018 trat der niederländische Kunsthändler Jan Six mit der Aussage an die Öffentlichkeit, bei dem Gemälde handele es sich um ein Mitte der 1620er Jahre gemaltes Werk des jungen Rembrandt van Rijn.

## Beschreibung
Das Gemälde zeigt die Kindersegnung Jesu, wie sie in den Evangelien der drei Synoptiker geschildert wird (Mt 19,13–15 , Mk 10,13–16  und Lk 18,15–17 ). Der rechts im Vordergrund sitzende Jesus Christus ist in ein lilafarbenes Gewand gekleidet und richtet seinen Blick in den Himmel, aus dem ein Lichtstrahl den Teil der Szenerie mit ihm und den Kindern erleuchtet. Vor Jesus kniend und zu seiner Rechten ihm zugewandt stehend sind zwei Mütter abgebildet, bei ihnen befinden sich – im abgebildeten Zustand der teilweisen Restaurierung – sechs Kinder unterschiedlichen Alters, vom Säugling bis zum etwa Zehnjährigen. Am linken Bildrand steht im Halbdunkel ein Mann, der in ein prunkvolles Gewand gekleidet ist und einen Turban trägt. Hinter der Gruppe mit Jesus, den Müttern und den Kindern sind, ebenfalls im abgebildeten Zustand, elf Figuren abgebildet. Es handelt sich überwiegend um ältere Männer, die die Szene beobachten und offenbar kommentieren. Unter diesen Figuren ist als oberste Darstellung, zwischen einer Säule und einem Torbogen am oberen Bildrand, das Brustbild eines jungen Mannes hervorzuheben, das als Selbstporträt Rembrandts identifiziert wurde. Vor dem Torbogen, eingezwängt zwischen einem gestikulierenden bärtigen, alten Mann mit roter Mütze und einer jungen Frau mit Kopftuch, befindet sich die kleine Darstellung des Gesichts einer alten Frau mit Kopftuch. Diese Frau ähnelt stark den Porträts, die der junge Rembrandt von seiner Mutter, Neeltgen Willemsd. van Zuytbrouck, gemalt hat. Durch den Torbogen ist der Himmel mit der Silhouette eines Gebäudes mit Turm sichtbar.
Zum Zeitpunkt seiner Entdeckung war das Gemälde in weiten Teilen übermalt und machte den Eindruck eines Pastiche. So trug der Jesus ein rotes Gewand, seine Gesichtszüge und seine Haartracht waren dem späteren Zeitgeschmack angepasst worden. Die vor Jesus kniende Mutter, das Gesicht eines ansonsten völlig verdeckten Kindes und drei der Männer im Hintergrund waren vollständig übermalt worden, an die Stelle der drei Männer trat ein völlig anders dargestellter Mann. Der Torbogen wurde übermalt, so dass er mit Mauerwerk verschlossen erschien. Der im Vordergrund vor Jesus stehender älteste Junge war ursprünglich nackt, er wurde vollständig mit der Gestalt eines in ein beigefarbenes Gewand und Stiefel gekleideten kleineren Jungen übermalt. Das Gemälde wurde vom Auktionshaus Lempertz als doubliert bezeichnet. Es ist noch ungeklärt, ob das Bild nicht ursprünglich auf Holz gemalt war und erst in späterer Zeit auf eine Leinwand übertragen wurde.
Für die Zuschreibung an Rembrandt van Rijn spricht neben der Analyse des Stils das Vorhandensein zweier Porträts in dem Gemälde, die als Selbstporträt des jungen Rembrandt und als mögliches Bildnis seiner Mutter aufgefasst werden. Die Darstellung einer Gruppe aus dicht gedrängten Figuren erinnert an frühe Werke Rembrandts, wie Christus vertreibt die Geldwechsler aus dem Tempel und Die Steinigung des heiligen Stephanus. Die Steinigung weist ebenfalls die Ausleuchtung der Hauptfiguren durch einen aus dem Himmel kommenden Lichtstrahl auf, zudem ist auch hier am linken Bildrand ein Beobachter im Halbdunkel dargestellt und an unscheinbarer Stelle ein Selbstporträt Rembrandts untergebracht.

## Hintergrund
Möglicherweise schon während seiner 1620 begonnenen Ausbildung bei dem Leidener Maler Jacob Isaacsz. van Swanenburgh lernte Rembrandt das Spiel mit Licht und Schatten, das seine Arbeit später auszeichnete und in recht grober Form bereits in seinem Frühwerk erscheint. Mehrere der frühen Bilder Rembrandts, so Die Steinigung des heiligen Stephanus und Bileam und die Eselin, zeigen die Ausleuchtung von Teilen des Motivs durch aus dem Himmel hervorbrechende Lichtstrahlen, die auch Lasset die Kinder zu mir kommen auszeichnet. Dass Rembrandt in einem Gemälde ein Selbstporträt oder das Bildnis einer ihm nahestehenden Person unterbrachte, war insbesondere für sein Frühwerk nicht ungewöhnlich. Rembrandt stellte sich selbst immer wieder in verschiedenen Gemütszuständen dar, offenbar um die Darstellung von Emotionen für seine Historienbilder zu erlernen.

Frühwerke Rembrandts, um 1625
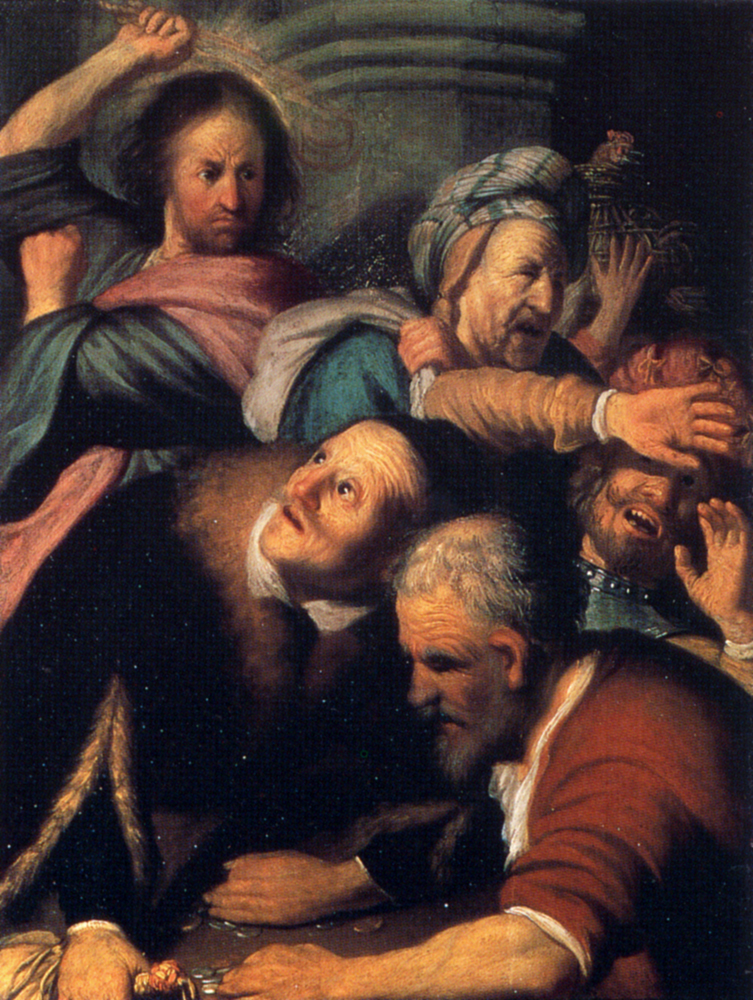
Christus vertreibt die Geldwechsler aus dem Tempel, Öl auf Holz, 43,1 × 32 cm, 1624/1625, Puschkin-Museum, Moskau
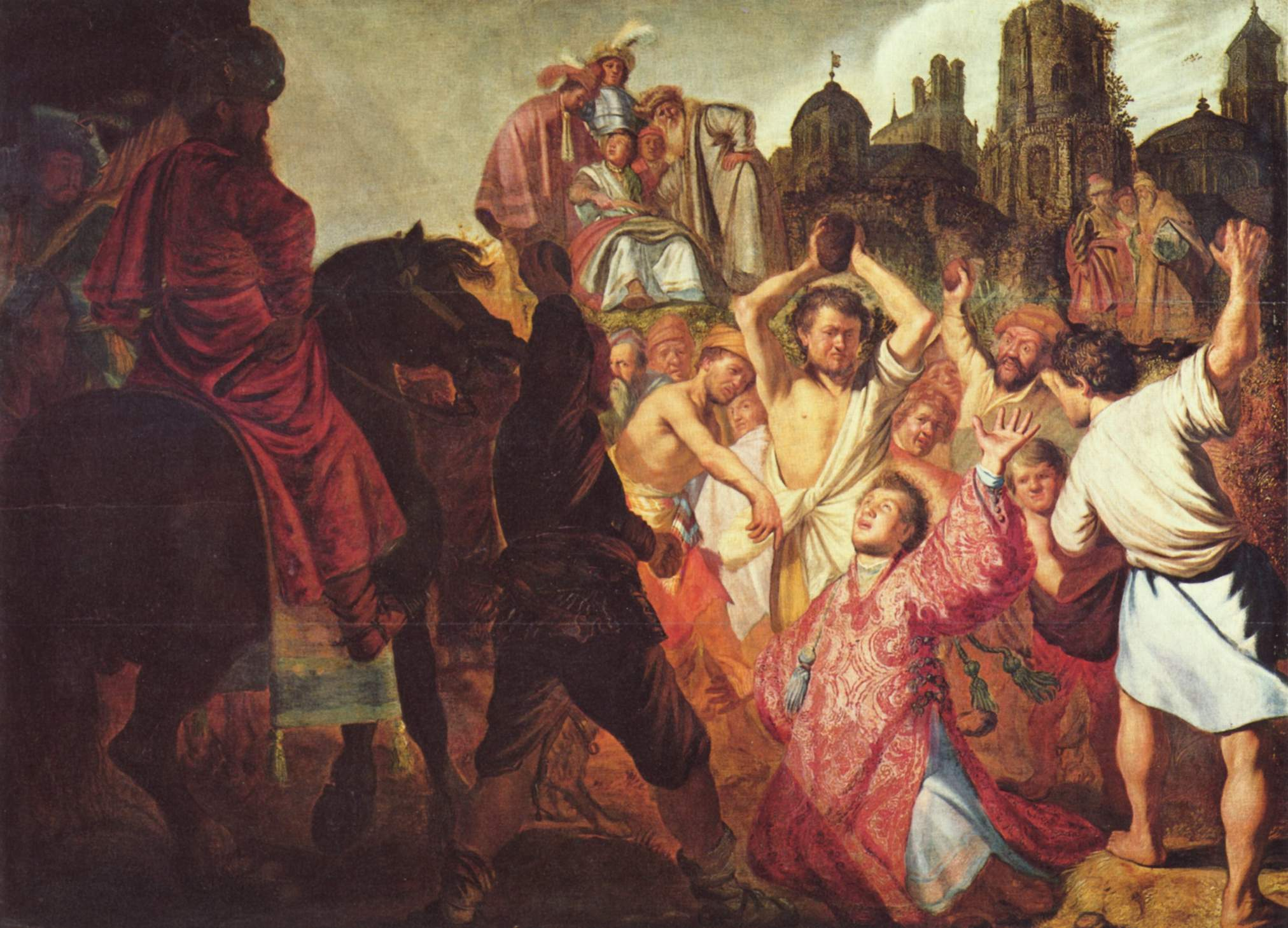
Die Steinigung des heiligen Stephanus, Öl auf Holz, 89,5 × 123,6 cm, 1625, Musée des Beaux-Arts, Lyon
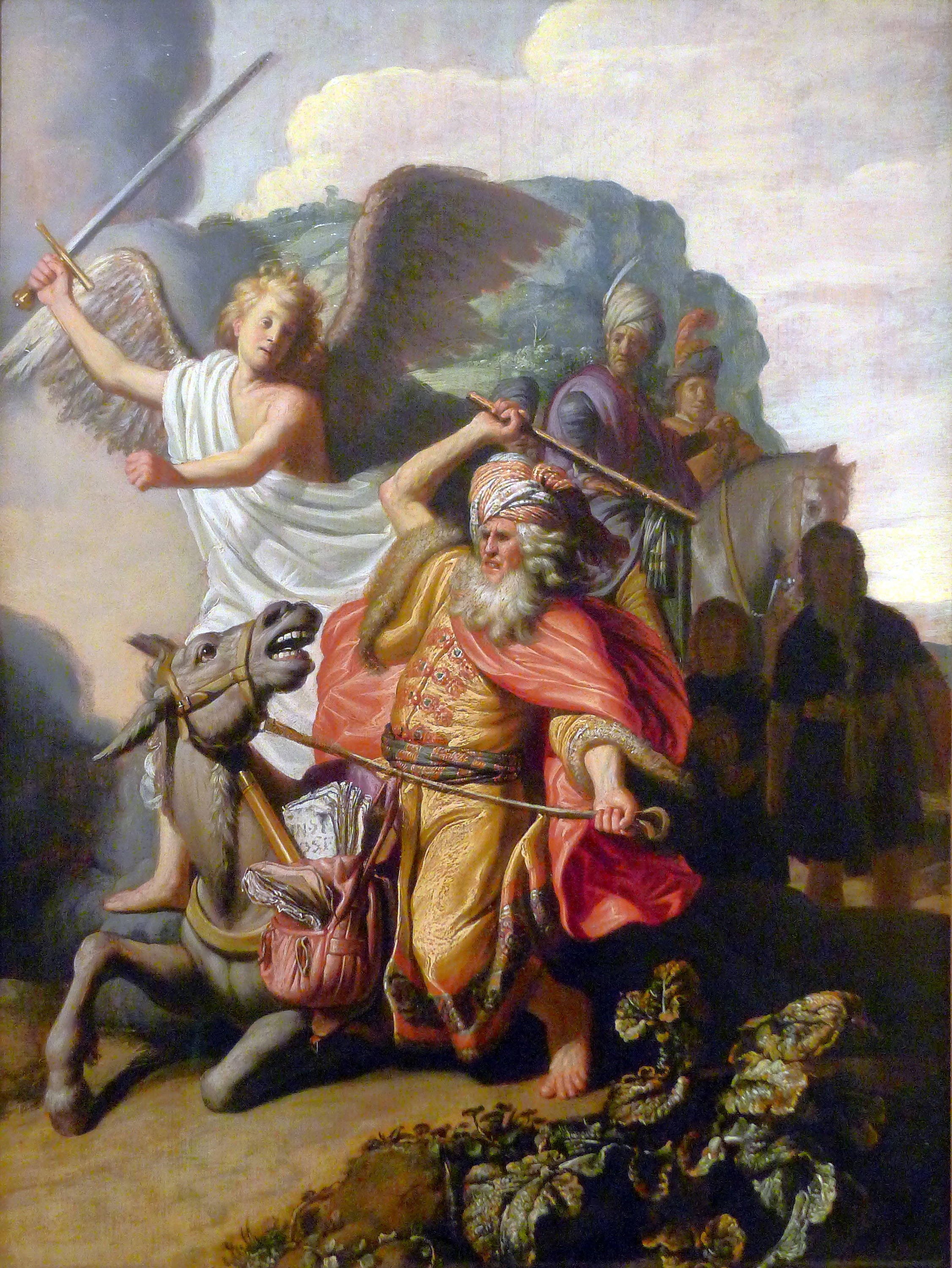
Bileam und die Eselin, Öl auf Holz, 65 × 47 cm, 1626, Musée Cognacq-Jay, Paris

## Versteigerung
Das Gemälde wurde zur 1029. Auktion „Alte Meister“ des Kölner Auktionshaus Lempertz am 17. Mai 2014 eingeliefert. Es war von einem 1954 erstellten Gutachten des Kunsthistorikers Ernst Heinrich Zimmermann begleitet, der seinerzeit Generaldirektor der Ehemals Staatlichen Museen in Berlin (West) war und das Gemälde Govaert Flinck zuschrieb. Die Zuschreibung an Flinck wurde rasch verworfen, und die vom Auktionshaus Lempertz hinzugezogenen Experten gaben unterschiedliche Urteile ab. So wurde das Bild im Auktionskatalog mit der Überschrift Niederländischer Meister Mitte 17. Jahrhundert, Lasset die Kinder zu mir kommen präsentiert, das Auktionshaus bezeichnete das Bild wegen deutlicher Anklänge an die Gemälde Rembrandts als das Werk eines seiner Nachfolger. Auf dieser Einschätzung beruhte der Schätzpreis von 15.000 bis 18.000 Euro.
Während der Auktion stiegen die Gebote rasch auf 400.000 Euro, einer der drei verbliebenen Bieter stieg bei 900.000 Euro aus. Den Zuschlag erhielt für ein Gebot von 1.508.000 Euro (einschließlich Aufgeld 1.829.800 Euro) ein zunächst unbekannter Bieter aus London, das zweithöchste Gebot kam von dem US-amerikanischen Kunsthändler Otto Naumann. Erst nach der Versteigerung brachte Lempertz das Gemälde öffentlich mit Rembrandt in Verbindung.

## Restaurierung
Das Bild ist untersucht worden, ohne dass die Befunde veröffentlicht wurden. Seine Restaurierung dauert mehrere Jahre und beinhaltet die Entfernung der Übermalungen. Da die neue Farbe stärker an der originalen Bemalung als diese an der Grundierung haftet, ist ihre Entfernung ein sehr aufwändiger Prozess. Nach einiger Zeit bei einem britischen Restaurator zeigte sich, dass dieser mit der Arbeit überfordert war. Der nächste Restaurator war Martin Bijl, der eine jahrzehntelange Erfahrung mit niederländischen Alten Meistern vorweisen kann und langjähriger Leiter der Restaurierungswerkstatt des Rijksmuseum Amsterdam war. Im Spätsommer 2018 wurde Bijl der Auftrag entzogen, weil Jan Six ihm mit Blick auf die geplante Ausstellung des Bildes ab November 2019 einen sehr engen Zeitrahmen setzen wollte, und Bijl seinen übrigen Geschäftsbetrieb nur gegen eine zusätzliche Vergütung einstellen wollte. Über den Fortgang der Restaurierung ist seither nichts Weiteres bekannt geworden.

## Rezeption
Aufgrund seiner erst wenige Jahre zurückliegenden Entdeckung wurde das Gemälde in der kunsthistorischen Fachliteratur noch nicht erwähnt. Sein Entdecker und der neue Besitzer haben seit der Versteigerung im Jahr 2014 vier Jahre lang keine Stellungnahme abgegeben. Im Spätsommer 2018 trat der niederländische Kunsthändler Jan Six an die Öffentlichkeit und gab sich als Käufer zu erkennen. Wenige Monate früher, im Mai 2018, war er als Entdecker und Käufer von Rembrandts Bildnis eines jungen Mannes bekannt geworden, das er zwei Jahre zuvor für 137.000 britische Pfund bei Christie’s in London ersteigert hatte. Six hat Lasset die Kinder zu mir kommen eigenen Angaben zufolge mit Hilfe eines ungenannten Investors erworben. Er gibt an, dass auch Ernst van de Wetering das Bild für ein Frühwerk Rembrandts hält. Six wollte den Besitz des Gemäldes bis zum Abschluss der Restaurierung geheim halten, sah sich aber wegen umlaufender Gerüchte über einen neu entdeckten Rembrandt zum Schritt in die Öffentlichkeit gezwungen. Er plant die Ausstellung des Gemäldes im Rahmen der am 2. November 2019 beginnenden Ausstellung Der junge Rembrandt – Rising Star im Museum De Lakenhal in Leiden.
Der niederländische Kunsthistoriker Ernst van de Wetering äußerte sich in der Tagespresse positiv über das Gemälde und nannte es einen „riesigen Fund“. Es stelle eine Phase in der Entwicklung des jungen Rembrandt dar, und unter der Übermalung befinde sich ein ganz besonderes Gemälde. Wahrscheinlich unvollendet, aber nicht unvollendet in dem Sinn, dass es nach der Restaurierung nicht mehr als Rembrandt zu erkennen sei.

## Provenienz
Zur Herkunft wurde bei der Versteigerung im Jahr 2014 zunächst nur „Deutscher Privatbesitz“ genannt, später wurde angegeben, dass das Gemälde aus Berlin stammt. Auf der Rückseite ist handschriftlich „v. Gellhorn“ vermerkt. 2014 wurde das Gemälde vom Auktionshaus Lempertz an Jan Six und einen ungenannten Investor verkauft.